# Sh2-127
Sh2-127 est une petite nébuleuse en émission dans la constellation du Cygne. Elle est située sur le bord nord-ouest de la constellation, près de la frontière avec Céphée. La période la plus propice à son observation dans le ciel du soir se situe entre les mois de juillet et de décembre et elle est considérablement facilitée pour les observateurs situés dans les régions de l'hémisphère nord. 
Sh2-127 est une région de formation d'étoiles située à une distance d'environ 9 700 pc (∼31 600 al) au minimum, tandis que d'autres études fournissent une valeur de distance encore plus grande. La nébuleuse est constituée de deux composantes distinctes : WB89 85A est la plus faible et la plus étendue, située dans la partie nord-est, et est ionisée par une étoile de classe spectrale O7. La deuxième composante est plus petite mais coïncide avec une source d'ondes radio plus puissante, WB89 85B, et est ionisée par une étoile de classe O8.5. Les deux sources sont situées sur le bord nord-ouest d'un nuage moléculaire, dans lequel elles semblent immergées. Deux sources de rayonnement infrarouge ont été identifiées par l'IRAS et sont connues sous les abréviations IRAS 21261+5413 et IRAS 21270+5423.